# 德勤
德勤（Deloitte Touche Tohmatsu），為一國際性專業服務網路，與普華永道、安永及畢馬威並列為四大國際會計師事務所。以員工數目計，德勤是全球最大的會計師事務所。

## 德勤
Deloitte（德勤）泛指根据英國法律组成的有限擔保公司组织Deloitte Touche Tohmatsu Limited（DTTL）。名稱由來為三位會計師的姓氏，分別為William Welch Deloitte、George Touche，與1993年為擴張日本地區業務，而收購的等松・青木監査法人。
目前德勤代表的是一个由全球各地众多的成员所/公司组成的组织，依托由15万名专业人士组成的全球网络，在审计、税务、企业管理咨询和财务咨询等四个领域为大型企业、公共机构等提供專業諮詢及審計服務。

## 主要業務
德勤作为大型独立审计机构，同時也拥有许多相關業務：
- 審計（30%）：提供財務報表審計服務。[2]
- 專業顧問（33%）：提供並協助公司、企業個體經營上的諮詢，以及問題解決方案。[3]
- 財務規劃（9%）：提供公司、企業個體財務上的規劃服務，以及解決方案。[4][5]
- 企業風險管理（9%）：協助公司及企業個體經營上的風險管理諮詢，並提供解決方案。[6]
- 稅務規劃（19%）：提供公司、企業個體稅務上的規劃服務，以及解決方案。[7]

## 大中華區業務

### 業務據點
目前德勤為全球“四大會計師事務所”網路之一，其在大中華區的各加盟所，在法律上皆為獨立個體。
中國大陆地區
- 德勤华永会计师事务所（特殊普通合伙）

台灣地區
- 勤業眾信聯合會計師事務所 （依會計師法成立）

港澳地區
- 德勤‧關黃陳方會計師行[8]

### 發展沿革
在1917年，德勤在上海設立首家在中國的办事处的外国会计师事务所。德勤中国以全球网络为支持，为国内企业、跨国公司以及高成长的企业提供全面的审计、税务、企业管理咨询和财务咨询服务。
在1972年，在香港也有办事机构，是并购的结果。
在1997年，德勤香港与香港著名的关黄陈方会计师事务所合併。
在2003年，在台灣的勤業會計師事務所及眾信聯合會計師事務所正式結合為「勤業眾信會計師事務所」，英文名稱為Deloitte & Touche，成為德勤全球在台灣之會員，協助客戶提供全球化的服務，例如赴海外上市或籌集資金、投資等。
在2004年，德勤宣布投入1亿5千万美元发展中国市场，中国业务录得显著增长。
在2005年，德勤中国与中国大陆两家本地会计师事务所（北京天健及深圳天健信德）合并，为中國的国有企业、金融机构及當地企業服务，意在通过合并来提升德勤所服务的大型国企和金融机构的市场份额。
在2010年6月，德勤宣布成立國際稅務中心（亞太區），中心總部設於香港，為投資海外的亞太區公司及投資亞太區的跨國企業提供稅務解決方案。
現時德勤是台灣、中国大陆及港澳地区居领导地位的专业服务机构網路之一，在华总部位于上海市外滩中心，中国区域共拥有10,000多名员工，分布在北京、大连、广州、香港、澳门、南京、上海、深圳、苏州、天津、杭州、厦门、武汉和重庆、济南、哈尔滨（2009年新开设）。
2016年6月21日德勤宣布，收購全球最大資產管理策略諮詢機構Casey Quirk近乎全部資產，惟未有披露交易作價等細節。Casey Quirk合夥人和現有團隊將會加盟德勤旗下品牌Casey Quirk by Deloitte。
2019年8月22日，德勤中國成功收購香港胡周黃建築設計（國際）有限公司（WCWP）。
2023年3月15日，中華人民共和國財政部以华融2014至2019年度存在内部控制和风险控制失效、会计信息严重失真等问题而德勤為華融提供审计服务期间未有效执行必要的审计程序、存在严重审计缺陷為由暂停德勤北京分所经营业务3个月，对德勤相关审计报告的签字注册会计师景某某等2名责任人，给予吊销注册会计师证书的行政处罚，对马某某等3名责任人给予暂停执行业务1年的行政处罚，对牛某某等3名责任人给予暂停执行业务6个月的行政处罚。
2020年中國優酷選秀節目《少年之名》總決賽成團夜，德勤代表出席宣示，經優酷公司委託《少年之名》投票結果，由德勤華永會計師事務所執行獨立第三方商定程序，對比投票結果與計票結果相符。

## 争议

### 黑客事件
《卫报》于2017年9月报道，德勤遭到了網路攻击，影响了事务所的客户資訊和24.4万名员工，让攻击者可以获取用户名、密码、IP地址、企业架构图和健康数据。据报道，德勤先前将受影响的数据在没有设置两步验证的情况下，储存在微软的Azure 云服务上。黑客最早可能在2016年10月便开始侵入德勤的数据。美国调查记者Brian Krebs 报道说黑客行为影响了事务所所有的电子邮箱和管理员账户。 《华尔街日报》在之后的报道中写到，德勤宣称只有少数客户被波及，事务所的业务并没有受到干扰。据称，德勤是在2017年4月首次发现的可疑行为，德勤表示，没有任何敏感信息被泄露，调查人员最终能够阅读黑客所收到的每封电子邮件。
《卫报》报道，在网络攻击中受到波及的德勤客户包括美国国防部、国土安全部、国务院、能源部、国立卫生研究院 (NIH) 、美国邮政署、抵押贷款公司房地美和房利美等。房地美和房利美之后发表声明称未受到这次攻击影响并否认存在有数据泄露的情况发生。
事务所之后立即表示，已经联系了司法部门和6名客户，并在内外部专家的建议下增强了安全措施。截至2017年10月，纽约纽约州总检察长办公室仍在调查这起黑客行为。